# Drilonereis caulleryi
Drilonereis caulleryi är en ringmaskart som beskrevs av Pettibone 1957. Drilonereis caulleryi ingår i släktet Drilonereis och familjen Oenonidae. Arten har ej påträffats i Sverige. Inga underarter finns listade i Catalogue of Life.